# Liste der Monuments historiques in Le Mesnil-Saint-Denis
Die Liste der Monuments historiques in Le Mesnil-Saint-Denis führt die Monuments historiques in der französischen Gemeinde Le Mesnil-Saint-Denis auf.

## Liste der Bauwerke
| Bezeichnung         | Beschreibung | Standort                 | Kennzeichnung | Schutzstatus | Datum | Bild |
| ------------------- | ------------ | ------------------------ | ------------- | ------------ | ----- | ---- |
| Château des Ambésis | Schloss      | Le Grand-Ambésis (Lage)  | PA78000004    | Inscrit      | 1997  |      |
| Schloss             |              | Route d’Elancourt (Lage) | PA00087536    | Inscrit      | 1947  |      |

## Liste der Objekte
- Monuments historiques (Objekte) in Le Mesnil-Saint-Denis in der Base Palissy des französischen Kultusministeriums